# Космос-2320
Космос-2320 је један од преко 2400 совјетских вјештачких сателита лансираних у оквиру програма Космос.
Космос-2320 је лансиран са космодрома Тјуратам, Бајконур, Казахстан, 29. септембра 1995. Ракета-носач Сојуз је поставила сателит у орбиту око планете Земље. Маса сателита при лансирању је износила 7000 килограма. Космос-2320 је био осматрачки сателит.